# Raul Marte
Raul Peter Marte (* 23. März 2002) ist ein österreichischer Fußballspieler.

## Karriere
Marte begann seine Karriere beim SK Brederis. Zur Saison 2016/17 kam er in die AKA Vorarlberg. Im März 2018 spielte er erstmals für die erste Mannschaft seines Stammklubs Brederis in der fünftklassigen Landesliga. Bis Mai 2019 spielte er fünf Mal in der fünfthöchsten Spielklasse.
Nach der Saison 2019/20 verließ Marte die Akademie und wechselte zum Zweitligisten SC Austria Lustenau. In Lustenau kam er allerdings zunächst primär für die drittklassigen Amateure zum Einsatz. Im November 2020 debütierte er schließlich für die Profis in der 2. Liga, als er am achten Spieltag der Saison 2020/21 gegen den FC Dornbirn 1913 in der 78. Minute für Christoph Freitag eingewechselt wurde.  In der Saison 2020/21 kam er zu zwei Zweitligaeinsätzen. In der Saison 2021/22 fiel er lange mit einer Herzmuskelentzündung aus und kam so nur einmal zum Einsatz. Lustenau stieg am Ende der Saison 2021/22 in die Bundesliga auf.
Zur Saison 2022/23 wechselte er dann leihweise zum Zweitligisten FC Dornbirn 1913. Für Dornbirn kam er während der Leihe zu 28 Zweitligaeinsätzen. Zur Saison 2023/24 kehrte er wieder nach Lustenau zurück. Dort kam er zu einem Einsatz in der Bundesliga, ehe er im September 2023 ein zweites Mal nach Dornbirn verliehen wurde. Für Dornbirn kam er während der zweiten Leihe zu 22 Zweitligaeinsätzen.
Zur Saison 2024/25 kehrte er nicht mehr nach Lustenau zurück, sondern wechselte innerhalb der 2. Liga zu Schwarz-Weiß Bregenz, wo er einen bis 2026 laufenden Vertrag erhielt.